# Liste von Persönlichkeiten der Stadt Oxford
Die folgende Liste enthält in Oxford geborene sowie zeitweise lebende Persönlichkeiten, chronologisch aufgelistet nach dem Geburtsjahr. Die Liste erhebt keinen Anspruch auf Vollständigkeit.

## In Oxford geborene Persönlichkeiten

### Bis 1900
- Richard Löwenherz (1157–1199), König von England von 1189 bis 1199
- Thomas Harriot (1560–1621), Mathematiker, Naturphilosoph und Astronom
- Orlando Gibbons (1583–1625), Komponist
- William Davenant (1606–1668), Schriftsteller und Theaterdirektor
- George K. Jackson (1745–1822), Komponist
- John Sibthorp (1758–1796), Botaniker
- Percy Francis Hall (1801–1884), Marineoffizier
- Herbert Byng Hall (1805–1883), Offizier und Autor
- Henry Hugo Pierson (1815–1873), Komponist
- Thomas Brunner (1821–1874), Landvermesser und Entdecker
- Frank Buckland (1826–1880), Chirurg und Journalist
- John Richard Green (1837–1883), Priester, Historiker und Geograph
- Richard Spiers (1838–1916), Architekt und Aquarellmaler
- Jane Burden (1839–1914), Modell und Muse der Präraffaeliten
- Raymond Unwin (1863–1940), Architekt und Stadtplaner
- Charles Henry Wright (1864–1941), Botaniker
- Christopher Chavasse (1884–1962), Leichtathlet und Bischof
- Kenneth Hunt (1884–1949), Amateurfußballer
- May Wedderburn Cannan (1893–1973), Dichterin
- Dorothy L. Sayers (1893–1957), Schriftstellerin, Essayistin und Übersetzerin
- Josef Winternitz (1896–1952), deutscher Ökonom und KPD-Funktionär

### 1901 bis 1940
- Lennox Berkeley (1903–1989), Komponist
- Robin Milford (1903–1959), Komponist
- Heather Angel (1909–1986), Schauspielerin
- Francis Alfred Lepper (1913–2005), Althistoriker
- Shaun Wylie (1913–2009), Mathematiker und Kryptologe
- Len Beurton (1914–1997), Kommunist
- Humphrey Searle (1915–1982), Komponist
- Paul De Visscher (1916–1996), Jurist
- John Cowdery Kendrew (1917–1997), Biochemiker und Molekularbiologe
- P. D. James (1920–2014), Schriftstellerin
- John Cairns (1922–2018), Mediziner, Virologe und Molekularbiologe
- Michael Loewe (1922–2025), Sinologe, Hochschullehrer
- Philip Sherrard (1922–1995), Autor, Übersetzer und Philosoph
- Edward P. Thompson (1924–1993), Historiker und Friedensaktivist
- Tristram Cary (1925–2008), Komponist
- Robert Armstrong, Baron Armstrong of Ilminster (1927–2020), Politiker und Life Peer
- Maureen Gardner (1928–1974), Leichtathletin
- Cliff Holton (1929–1996), Fußballspieler
- Piers Anthony (* 1934), Schriftsteller
- Roger Norrington (1934–2025), Dirigent
- Andrew Sinclair (1935–2019), Schriftsteller, Filmregisseur und Drehbuchautor
- Benjamin Whitrow (1937–2017), Theater-, Fernseh- und Filmschauspieler
- Mike Hailwood (1940–1981), Motorrad- und Automobilrennfahrer
- Patrick Mower (* 1940), Schauspieler
- Peter Neumann (1940–2020), Mathematiker
- Miriam Margolyes (* 1941), Theater- und Filmschauspielerin sowie Synchronsprecherin
- Nik Turner (1940–2022), Saxophonist, Sänger, Songwriter und Produzent
- Tommy Vance (1940–2005), Radiomoderator

### 1941 bis 1960
- Tim Johnston (1941–2021), Leichtathlet
- George Young (* 1941), Politiker
- Stephen Hawking (1942–2018), Astrophysiker
- Richard Hyman (* 1942), Industrial-Relations-Experte
- Simon LeVay (* 1943), Neurowissenschaftler und Autor
- Margaret Wirth (* 1943), deutsche Politik- und Wirtschaftswissenschaftlerin
- Quentin Davies (1944–2025), Politiker
- Alan Stephen Hopes (* 1944), römisch-katholischer Weihbischof
- William Horwood (* 1944), Autor
- Lisa Jardine (1944–2015), Historikerin und Publizistin
- Barbara Thompson (1944–2022), Jazz-Saxophonistin, -Flötistin und Komponistin
- David Dundas (* 1945), Komponist, Popmusiker und Schauspieler
- Iain MacDonald-Smith (* 1945), Regattasegler
- Christopher Martin-Jenkins (1945–2013), Cricket-Journalist und Kommentator
- Jacqueline du Pré (1945–1987), Cellistin
- Akinbode Akinbiyi (* 1946), Fotograf
- Humphrey Carpenter (1946–2005), Biograph und Kinderbuchautor
- Jonnie Woodall (1946–2009), Rennrodler, Bobsportler und Skeletonsportler
- David Pountney (* 1947), Theaterregisseur und Intendant
- Stephen Mitchell (1948–2024), Althistoriker
- Martin Amis (1949–2023), Schriftsteller
- Brian Deacon (* 1949), Schauspieler
- Warren Treadgold (* 1949), amerikanischer Byzantinist
- Sonia Mikich (* 1951), deutsche Journalistin und Fernsehmoderatorin
- Caroline Series (* 1951), Mathematikerin
- Sharon Bowles (* 1953), Politikerin
- Maurice Colclough (1953–2006), Rugby-Union-Spieler
- Laka Daisical (* 1953), Jazzmusikerin
- Dee D. Jackson (* 1954), Discosängerin
- Alan Trevor Lewis (1954–2016), Fußballspieler
- Anthony Dod Mantle (* 1955), Kameramann
- Julian Richings (* 1955), Schauspieler
- Keith Baker (1956–2013), Fußballspieler
- Jonathan Bowen (* 1956), Informatiker
- Clive Walker (* 1957), Fußballspieler
- Jane Wang (* 1957), Kontrabassistin und Komponistin
- Mark Lester (* 1958), Schauspieler
- Peter Skinner (* 1959), Politiker
- Lem Dobbs (* 1959), Drehbuchautor
- Hugh Laurie (* 1959), Schauspieler, Schriftsteller und Musiker
- Cressida Dick (* 1960), Polizeibeamtin, Leiterin der Metropolitan Police Force
- John O’Brien (1960–1994), Autor

### 1961 bis 1980
- Andy Wallace (* 1961), Rennfahrer
- Tobias Delius (* 1964), Jazzmusiker
- Sophie Helen Mountbatten-Windsor (* 1965), Schwiegertochter von Elisabeth II.
- Martin Keown (* 1966), Fußballspieler
- David Usher (* 1966), Rocksänger und Songschreiber
- Julie Bradbury (* 1967), Badmintonspielerin
- Toby Jones (* 1966), Schauspieler
- Jason Plato (* 1967), Rennfahrer
- Dominic Cardy (* 1970), kanadischer Politiker
- Will Keen (* 1970), Schauspieler
- Jonny Greenwood (* 1971), Musiker
- Rachel Seiffert (* 1971), Schriftstellerin
- Emily Wilson (* 1971), britisch-amerikanische Altphilologin
- Sam Temple (* 1972), Freestyle-Skier
- Alex Beever (* 1973), Ruderin
- Mara Yamauchi (* 1973), Langstreckenläuferin
- Tim Henman (* 1974), Tennisspieler
- James Lavelle (* 1974), DJ, Produzent und Veranstalter
- Paul Reeves (* 1974), Opernsänger
- Daniel Harding (* 1975), Dirigent
- Sammy Morris (* 1977), Footballspieler
- Harriet Hunt (* 1978), Schachmeisterin
- Lara Belmont (* 1980), Schauspielerin
- Lucy Gordon (1980–2009), Schauspielerin

### Ab 1981
- Jesse Darling (* 1981), Künstler
- Alexander Hawkins (* 1981), Jazzmusiker
- Matthew Taylor (* 1981), Fußballspieler
- Ed Atkins (* 1982), Videokünstler
- Hatti Dean (* 1982), Hindernis- und Langstreckenläuferin
- Nathan Douglas (* 1982), Dreispringer
- Gugu Mbatha-Raw (* 1983), Schauspielerin
- James Rossiter (* 1983), Automobilrennfahrer
- Perivi Katjavivi (* 1984), Filmemacher und Autor
- Theo James (* 1984), Schauspieler
- Annabelle Wallis (* 1984), Schauspielerin
- Emily Walton (* 1984), Schriftstellerin
- Emily Berrington (* 1985), Schauspielerin
- Laura Bates (* 1986), Journalistin und Frauenrechtlerin
- Dexter Blackstock (* 1986), Fußballspieler
- Hannah England (* 1987), Mittelstreckenläuferin
- Garath McCleary (* 1987), Fußballspieler
- Bradley Smith (* 1990), Rennfahrer
- Frances (* 1993), Popmusikerin
- Jake Gosling (* 1993), Fußballspieler
- Josh McEachran (* 1993), Fußballspieler
- George Munsey (* 1993), Cricketspieler
- Jordan Obita (* 1993), Fußballspieler
- Alice Powell (* 1993), Rennfahrerin
- Harry Trevaldwyn (* 1994), Schauspieler, Drehbuchautor, Filmproduzent und Komiker
- Marcus Walz (* 1994), spanischer Kanute, Olympiasieger
- Kit Young (* 1994), Schauspieler
- Bertie Baigent (* 1995), Dirigent, Komponist und Organist
- Jennifer Nesbitt (* 1995), Langstreckenläuferin
- Liam Dallimore (* 1996), neuseeländischer Eishockeyspieler
- Florence Pugh (* 1996), Filmschauspielerin
- Thea Imani Sturludóttir (* 1997), isländische Handballspielerin
- Ellie Darcey-Alden (* 1999), Schauspielerin
- Jade O’Dowda (* 1999), Siebenkämpferin

## Berühmte Einwohner von Oxford
- John Henry Newman (1801–1890), Theologe und Kardinal
- John Ronald Reuel Tolkien (1892–1973), Schriftsteller und Philologe
- Joan Murray, geb. Clarke (1917–1996), englische Kryptoanalytikerin
- Emma Watson (* 1990), Schauspielerin